# Dioscorea tenuipes
Dioscorea tenuipes là một loài thực vật có hoa trong họ Dioscoreaceae. Loài này được Franch. & Sav. mô tả khoa học đầu tiên năm 1878.